# Orbital Express

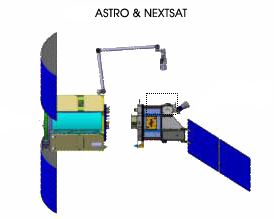
Orbital Express: ASTRO et NEXTSat

La mission Orbital Express est un projet expérimental de l'agence de recherche militaire américaine, la DARPA, destiné à mettre au point des techniques de maintenance et de réparation de satellites en orbite de manière que celles-ci soient peu couteuses et sans risques. Le projet Orbital Express met en œuvre deux satellites : 
- ASTRO (Autonomous Space Transport Robotic Operations) est le satellite actif ; c'est un prototype de satellite de maintenance et de réparation. ASTRO a été construit par Boeing. Il pèse environ 700 kg. ASTRO dispose d'un système d'amarrage, d'un bras et d'un système permettant le ravitaillement en ergols.
- NEXTSat (Next Generation Serviceable Satellite) représente le satellite à dépanner. D'une masse de 224 kilos il présente des caractéristiques permettant sa maintenance et sa réparation en orbite : il dispose d'un système d'amarrage et le plein en ergols peut être fait en orbite.

La mission a pour objectif de tester les techniques suivantes :
- Manœuvre de rendez-vous automatique
- Amarrage automatique
- Transfert de fluide entre satellites (hydrazine)
- Remplacement de composants en orbite

## Mission
Orbital Express a été lancé le 9 mars 2007 avec 6 autres satellites par une fusée Atlas V depuis la base de lancement de Cape Canaveral. Le 17 avril les deux satellites ont réalisé le premier test : du carburant a été transféré et une batterie a été remplacée et connecté au système d'alimentation électrique de NEXTSat. Les deux satellites se sont ensuite séparés et ASTRO a réalisé une manœuvre de rendez-vous puis d'amarrage sans intervention au sol. Par la suite un composant de l'ordinateur de NEXTSat a été remplacé par ASTRO. Au cours de ces manœuvres, le contrôle au sol a du intervenir à deux reprises pour corriger une manœuvre commandée par l'ordinateur embarqué mais la DARPA estime que la mission est une réussite. Après avoir été séparés, les satellites ont été désactivés le 22 juillet 2007 et devraient effectuer leur rentrée atmosphérique dans quelques années.

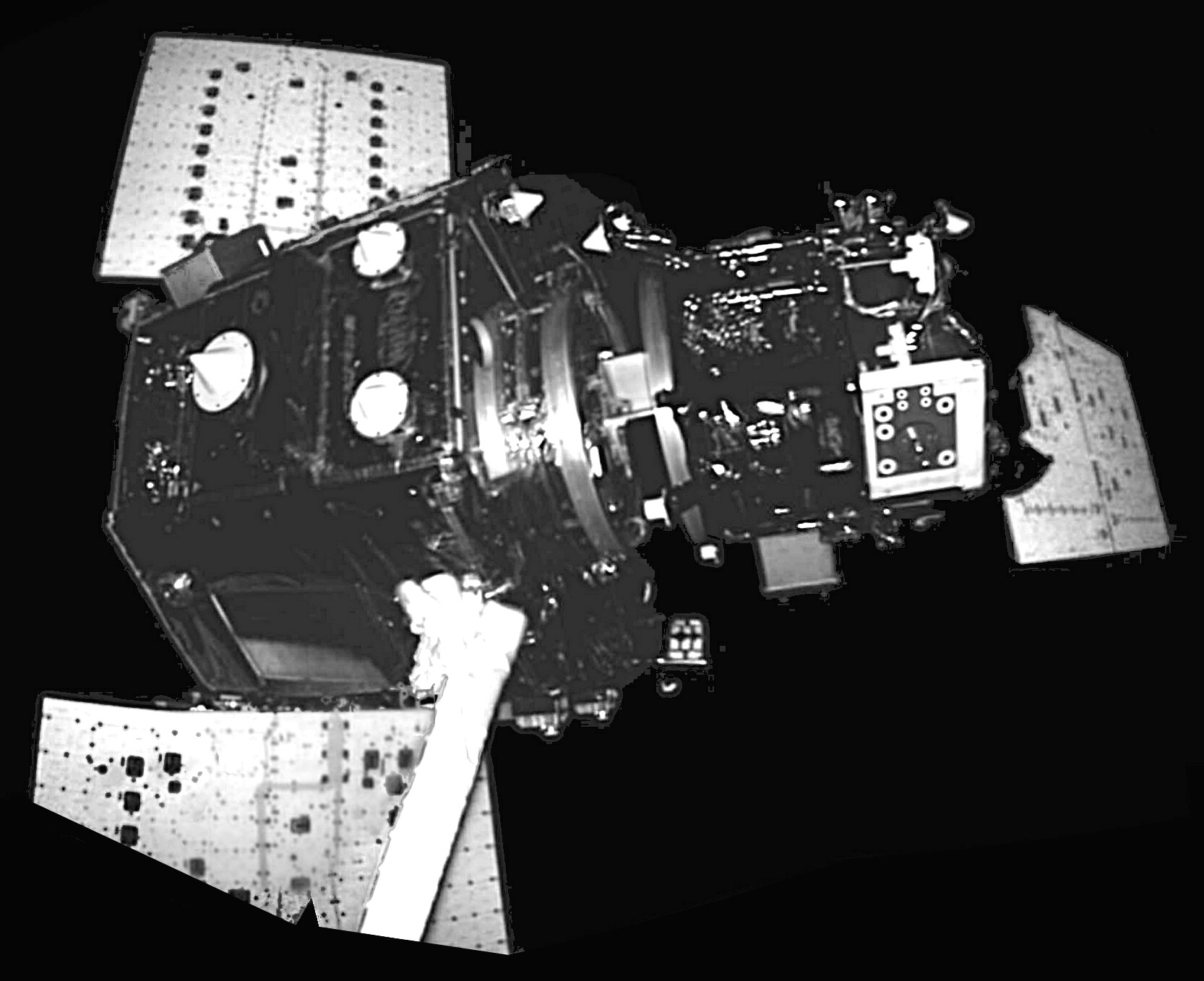
Autoportrait d'ASTRO (à gauche) et NEXTSat (à droite) en orbite et amarrés.
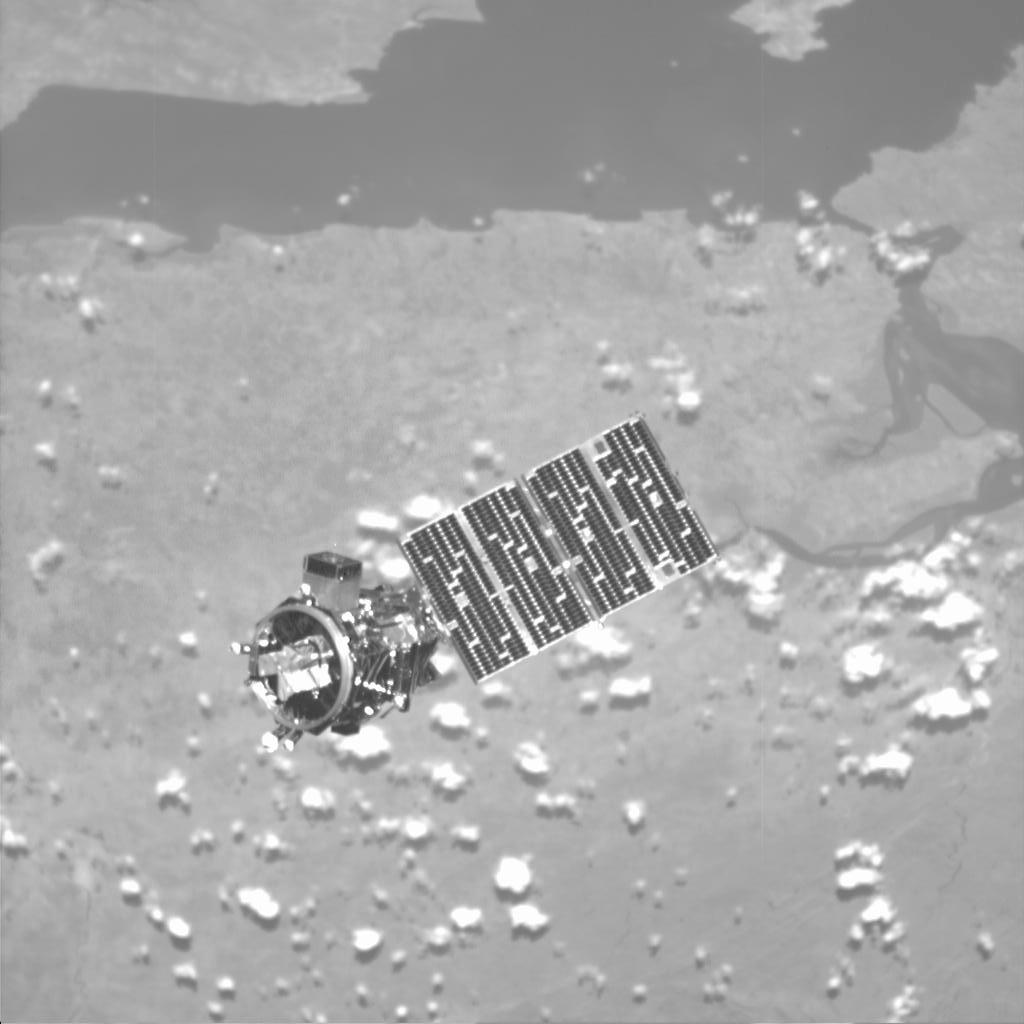
NEXTSat en vol libre. Photo prise par ASTRO
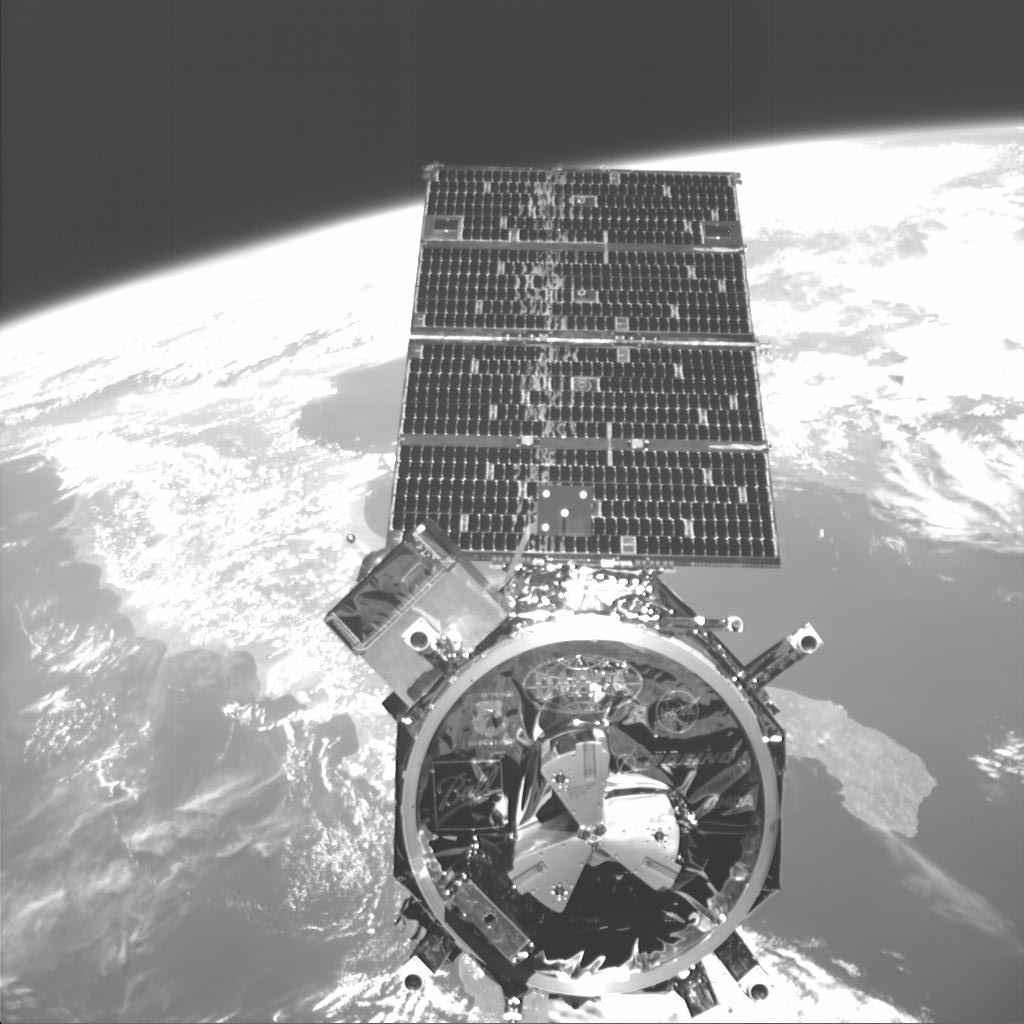
NEXTSat peu avant l'amarrage avec ASTRO